# Qauata
Die Qauata ist eine Parier-Keule der Einwohner der Salomonen-Inseln.

## Beschreibung
Die Qauata besteht im gesamten aus Holz. Der Schaft ist gerade und rund. Die Schlagfläche ist flach und gebogen. Die Seitenkanten sind abgeflacht und scharf gearbeitet. An der Spitze läuft die Schlagfläche dünner zu. Das untere Ende des Schaftes ist zu einer Stichspitze, ähnlich einer Speerspitze geschnitzt. Sie dient den Bewohnern der Salomon-Inseln als Schlagwaffe und als Abwehrwaffe (Parier).